# Harringay
Harringay – dzielnica Londynu, w Wielkim Londynie, leżąca w gminie Haringey. W 2011 roku dzielnica liczyła 13 272 mieszkańców.

## Demografia
Podział mieszkańców według miejsca urodzenia na podstawie spisu powszechnego z 2011 roku:
- Wielka Brytania (6 756 - 50,9%):
  -  Anglia (6 324 - 47,6%)
  -  Irlandia Północna (92 - 0,7%)
  -  Szkocja (198 - 1,5%)
  -  Walia (120 - 0,9%)
  - Wielka Brytania niesprecyzowane (12 - 0,1%).
- Irlandia (270 - 2%)
- Inne państwa członkowskie UE w 2001 roku (1 065 - 8%)
- Państwa które przystąpiły do UE w latach 2001-2011 (1 672 - 12,6%)
- Pozostałe państwa (3 519 - 26,5%)

Język polski jako swój język ojczysty zadeklarowały 633 osoby.